# Arctornis flaccida
Arctornis flaccida is een donsvlinder uit de familie van de spinneruilen (Erebidae). De wetenschappelijke naam van de soort is voor het eerst geldig gepubliceerd in 1948 door Lambertus Johannes Toxopeus.